# 황태순
황태순(黃泰舜, 1958년 12월 20일 ~ )은 대한민국의 전직 정치인이었었던 정치평론가 겸 전직 기업인이다.

## 주요 이력

### 학창 시절
- 수유국민학교 졸업(1971년)
- 동대사대부중 졸업(1974년)
- 환일고등학교 졸업(1977년)
- 서울대 영어영문학과 학사(1983년 취득. - 78학번 출신으로 1년간 휴학.)
- 서울대 행정대학원 행정학 석사(1985년 취득. - 1983년 입학.)

### 주요 경력
- 육군 소위 전역(1985년 9월)
- 김정길 무소속 국회의원 예하 보좌관(1986년 3월)
- 통일민주당 당무위원(1987년 8월)
- 통일민주당 탈당(1988년 8월)
- 통일국민당 당무위원 겸 선임정책전문위원(1992년 1월)
- 통일국민당 탈당(1992년 8월)
- 새한국당 당무위원(1992년 9월)
- 새한국당 탈당(1993년 1월)
- 박철언 무소속 국회의원 예하 보좌관(1993년 9월)
- 신민당 당무위원(1994년 12월)
- 신민당 탈당(1995년 2월)
- 신한국당 당무위원(1996년 8월)
- 신한국당 탈당(1997년 8월)
- 자유민주연합 당무위원(1998년 9월)
- 자유민주연합 탈당(1999년 3월)
- 새천년민주당 당무위원 겸 선임정책전문위원(2001년 1월)
- 새천년민주당 당대표 비서실 차장(2001년 5월)
- 새천년민주당 탈당(2001년 12월)
- 한국복지통일연구소 수석연구위원(2003년 5월)
- 한국복지통일연구소 수석연구위원 직위 퇴임(2007년 2월)
- 대통합민주신당 당무위원 겸 선임정책연구위원(2007년 10월)
- 2007년 제17대 대통령 선거 대통합민주신당(당 상임고문 정동영 대선 후보) 선거대책전임위원(2007년 11월)
- 대통합민주신당 탈당(2008년 1월)
- 2008년 위즈덤 센터 수석연구위원(2008년 12월)
- 2010년 위즈덤 센터 수석연구위원 겸 상임고문 겸직(2010년 3월 2일)
- 2011년 위즈덤 센터 상임고문 사퇴(2011년 3월 30일)
- 2015년 위즈덤 센터 수석연구위원 직위 퇴임(2015년 2월)

## 가족 관계
- 할아버지: 황학표
- 아버지 : 황기봉(黃基鳳, 1922년 3월 24일 일제강점기 평안남도 대동군 生 ~ 2020년 6월 23일(98세) 薨) - 대한민국 국립 대전현충원 안장 - 평안남도 평양사범학교 출신. 예비역 육군 대위 출신.[1]
- 어머니 : 하옥희 - 의료인
- 남동생 : 황태경 - 기업인
- 여동생 : 황이진 - 기업인
- 고모: 황이선
- 고모부 : 황산덕(黃山德, 1917년 6월 18일 生 ~ 1989년 10월 19일(72세) 薨) -[2] - 대한민국 국립 대전현충원 안장.